# 37223 Devillepoix
37223 Devillepoix è un asteroide della fascia principale. Scoperto nel 2000, presenta un'orbita caratterizzata da un semiasse maggiore pari a 2,688276 UA e da un'eccentricità di 0,119835, inclinata di 13,895648° rispetto all'eclittica. ha un diametro di 3,558 km.